# Palmyras Point
Palmyras Point är en udde i Indien. Den ligger i den östra delen av landet, 1 300 km sydost om huvudstaden New Delhi.
Terrängen inåt land är mycket platt. Havet är nära Palmyras Point åt nordost.
Savannklimat råder i trakten. Årsmedeltemperaturen i trakten är 24 °C. Den varmaste månaden är oktober, då medeltemperaturen är 26 °C, och den kallaste är januari, med 20 °C. Genomsnittlig årsnederbörd är 2 269 millimeter. Den regnigaste månaden är augusti, med i genomsnitt 524 mm nederbörd, och den torraste är januari, med 7 mm nederbörd.